# Zotalemimon chapaensis
Zotalemimon chapaensis är en skalbaggsart som först beskrevs av Stefan von Breuning 1966.  Zotalemimon chapaensis ingår i släktet Zotalemimon och familjen långhorningar. Inga underarter finns listade i Catalogue of Life.